# Nody malý
Nody malý (Gygis microrhyncha) je malý tichooceánský druh rybáka, blízce příbuzný nodymu bělostnému (Gygis alba). Dříve se myslelo že nody malý byl poddruh nodyho bělostného (Gygis alba microrhyncha), dnes se ale uznává jako samostatný druh. Hnízdí ve Francouzské Polynésii a souostroví Kiribati.